# Villanueva (Santander)
Villanueva – miasto w Kolumbii, w departamencie Santander.